# Гранзорт
Madō King Granzort (魔動王グランゾート Madō Kingu Guranzōto) је јапанска анимирана серија за децу која је приказивана у периоду од 1989 до 1990. Произведена је од стране Bandai Visual, а анимирана од стране Sunrise студио за анимацију. Такође су издате 3 специјалне direct-to-video епизоде и два филма (исто direct-to-video).

## Заплет
Године 2050-те, после великог „месецотреса”, Месец је добио атмосферу и услове за нормалан људски живот. Педесет година касније, Месец је насељен људима и постао је велика туристичка атракција. Дечак звани Даи-Чи долази на Месец слуша чудне приче о људима са зечјим ушима. Ускоро упознаје Ви-Меи, стару вештицу и њену унуку Гури-Гури, чланове дугоухе расе, која је у рату са злим кланом Жада који жели да освоји свет. Осетивши моћ у дечаку, Ви-Меи даје магични пиштољ Даи-Чију и открива му да је он изабрани Мадоу ратник који ће спасити њихову дугоуху расу и њихову земљу Рабилуну од злог клана Жада. Са магичним пиштољем, Даи-Чи може да призове Гранзорта – Мадоу краља земље – дивовског робота да би се борио против чудовишта из клана Жада. 
Ускоро, Даи-Чи, Ви-Меи и Гури-Гури још два дечака – Гаса и Рабија. Гас добија магични лук који призива Винзорта - Мадоу краља ветра - док Раби добија магичну чигру која призива Аквабита - Мадоу краља воде. Заједно Даи-Чи, Гас, Раби, Ви-Меи и Гури-Гури путују Рабилуном у намери да је ослободе од клана Жада.

## Приказивање у Србији
Гранзорт је деведесетих година приказиван на Трећем каналу РТС на изворном јапанском језику са титловима на српски. Приказане су првих 26 од укупно 41 епизода (не узимајући у обзир ОВА наставке).

## Музика
- Уводна шпица:

"Hikari no Senshi-tachi (Soldiers of Light)", Кенџи Сузуки
- Завршна шпица:

"Horore chuchu parero", Томоко Токугаки